# Джереми Блек
Джереми Блек (на английски: Jeremy Black) е английски историк.

## Биография
Роден е на 20 октомври 1955 година в Лондон в семейството на счетоводител. През 1978 година завършва Кеймбриджкия университет. От 1980 година преподава в Дърамския университет, а от 1996 година – в Ексетърския университет. Изключително плодовит автор, той работи главно в областта на британската политическа история през XVIII век.